# Pedra Azul
Pedra Azul – miasto i gmina w Brazylii, w stanie Minas Gerais.